# Joan Llaneras Roselló
Joan Llaneras Roselló (n. 17 mai 1969, Porreres⁠(d), Insulele Baleare⁠(d), Spania) este un ciclist spaniol, medaliat olimpic. A participat la 3 ediții ale Jocurilor Olimpice (2000, 2004, 2008) în care a câștigat două medalii de aur și două medalii de argint.